# Casa Sard
La Casa Sard és una obra de Vilanova i la Geltrú (Garraf) protegida com a Bé Cultural d'Interès Local.

## Descripció
Es tracta d'un habitatge unifamiliar entre mitgeres de planta sensiblement rectangular amb crugies perpendiculars a façana, compost de planta baixa i dues plantes pis. La coberta és plana.
La façana principal és de composició simètrica amb tres obertures a la planta baixa. Les obertures laterals són d'arc rebaixat i la central té llinda. Al primer pis té tres balcons amb llinda amb ornamentació superior, el central amb escut heràldic. Al segon pis hi ha quatre finestres amb llinda. El coronament és una cornisa amb mènsules sobre cada brancal de les finestres, barana de terrat amb pilars, balustres i coronament.